# Ibrahima Niane
Ibrahima Niane (M'bour, 11 marzo 1999) è un calciatore senegalese, attaccante dell'Angers.

## Caratteristiche tecniche
È un attaccante completo, capace di giocare sia da centravanti che da ala. Fisicamente potente, ha tra le sue doti migliori la velocità e la rapidità ed è inoltre dotato di un grande senso del gol.

## Carriera

### Club
Cresciuto nella Génération Foot, squadra senegalese satellite del Metz, il 9 giugno 2017 firma un quinquennale con il club francese. Debutta in Ligue 1 il 5 agosto nella partita contro il Guingamp. Il 21 gennaio 2018 realizza il primo gol nel match contro il Monaco, ripetendosi il 2 febbraio contro l'Olympique Marsiglia. È protagonista anche in Coupe de France, realizzando tre reti in altrettante partite. A fine stagione, il Metz chiude il campionato all'ultimo posto.
Il 30 luglio 2018 trova il gol all'esordio in Ligue 2, decidendo in favore del Metz la trasferta a Brest. A fine anno il Metz vince il campionato venendo promosso in Ligue 1 e Niane realizza 14 gol, di cui 10 in campionato, risultando il secondo miglior marcatore della squadra dopo il connazionale Diallo.
Relegato a riserva di Diallo nel corso della stagione successiva in Ligue 1, conclusasi anticipatamente a causa della pandemia di COVID-19 che decreta la salvezza del Metz, l'anno seguente Niane ritorna titolare per la contestuale cessione di Diallo. Dopo un inizio di stagione complicato, in cui Niane non riesce a segnare nessun gol, il 20 settembre si sblocca realizzando la sua prima doppietta in Ligue 1 e permettendo al Metz di battere il Reims per 2-1. La settimana seguente va a segno nel pareggio esterno contro il Marsiglia e il 4 ottobre segna la tripletta con cui il Metz sconfigge il Lorient, proiettandosi momentaneamente - con 6 gol in altrettante partite - in vetta alla classifica marcatori del campionato. Tuttavia il prosieguo della sua stagione viene compromesso a seguito della rottura del legamento crociato riportata il 15 ottobre in allenamento, infortunio che lo costringe a restare fuori dai campi per almeno 6 mesi. Ritorna in campo solo il 24 aprile 2021, entrando nei minuti finali del match perso contro il PSG.
Il 22 maggio 2025, l'attaccante viene trovato positivo all'ecstasy e all'MDMA, e quindi punito con quasi due anni squalifica, potendo rientrare in campo solo nel marzo del 2027.

### Nazionale
Ha disputato, con la nazionale under-20 del suo paese, la Coppa d'Africa 2017, conclusa al secondo posto, il mondiale del 2017 e il mondiale del 2019.

## Statistiche

### Presenze e reti nei club
Statistiche aggiornate al 15 dicembre 2024.
| Stagione        | Squadra         | Campionato      | Campionato | Campionato | Coppe nazionali | Coppe nazionali | Coppe nazionali | Coppe continentali | Coppe continentali | Coppe continentali | Altre coppe | Altre coppe | Altre coppe | Totale | Totale |
| Stagione        | Squadra         | Comp            | Pres       | Reti       | Comp            | Pres            | Reti            | Comp               | Pres               | Reti               | Comp        | Pres        | Reti        | Pres   | Reti   |
| --------------- | --------------- | --------------- | ---------- | ---------- | --------------- | --------------- | --------------- | ------------------ | ------------------ | ------------------ | ----------- | ----------- | ----------- | ------ | ------ |
| 2019-2020       | Metz 2          | N3              | 1          | 0          | -               | -               | -               | -                  | -                  | -                  | -           | -           | -           | 1      | 0      |
| 2017-2018       | Metz            | L1              | 30         | 2          | CF+CdL          | 3+2             | 3+0             | -                  | -                  | -                  | -           | -           | -           | 35     | 5      |
| 2018-2019       | Metz            | L2              | 33         | 10         | CF+CdL          | 5+3             | 2+2             | -                  | -                  | -                  | -           | -           | -           | 41     | 14     |
| 2019-2020       | Metz            | L1              | 21         | 3          | CF+CdL          | 0+1             | 0+1             | -                  | -                  | -                  | -           | -           | -           | 22     | 4      |
| 2020-2021       | Metz            | L1              | 10         | 6          | CF              | 0               | 0               | -                  | -                  | -                  | -           | -           | -           | 10     | 6      |
| 2021-2022       | Metz            | L1              | 26         | 3          | CF              | 1               | 0               | -                  | -                  | -                  | -           | -           | -           | 27     | 3      |
| 2022-gen. 2023  | Metz            | L1              | 13         | 2          | CF              | 1               | 0               | -                  | -                  | -                  | -           | -           | -           | 14     | 2      |
| Totale Metz     | Totale Metz     | Totale Metz     | 133        | 26         |                 | 16              | 8               |                    | -                  | -                  |             | -           | -           | 149    | 34     |
| 2024-2025       | Angers 2        | N3              | 1          | 0          | -               | -               | -               | -                  | -                  | -                  | -           | -           | -           | 1      | 0      |
| gen.-giu. 2023  | Angers          | L1              | 16         | 2          | CF              | 1               | 0               | -                  | -                  | -                  | -           | -           | -           | 17     | 2      |
| 2023-2024       | Angers          | L2              | 30         | 0          | CF              | 2               | 1               | -                  | -                  | -                  | -           | -           | -           | 32     | 1      |
| 2024-2025       | Angers          | L1              | 12         | 2          | CF              | -               | -               | -                  | -                  | -                  | -           | -           | -           | 12     | 2      |
| Totale Angers   | Totale Angers   | Totale Angers   | 58         | 4          |                 | 3               | 1               |                    | -                  | -                  |             | -           | -           | 61     | 5      |
| Totale carriera | Totale carriera | Totale carriera | 193        | 30         |                 | 19              | 9               |                    | -                  | -                  |             | -           | -           | 212    | 39     |

## Palmarès

### Club

#### Competizioni nazionali
- Ligue 1 (Senegal): 1

Génération Foot: 2016-2017
- Ligue 2: 1

Metz: 2018-2019

### Nazionale
- Torneo dell'UEMOA: 1

Togo 2016

### Individuale
- Capocannoniere della Coupe de la Ligue: 1

2018-2019 (2 reti, alla pari con altri 15 giocatori)